# Oxytropis suprajenissejensis
Oxytropis suprajenissejensis är en ärtväxtart som beskrevs av Vladimir Borisovich Kuvaev och Sonnikova. Oxytropis suprajenissejensis ingår i släktet klovedlar, och familjen ärtväxter. Inga underarter finns listade i Catalogue of Life.